# Michael Milken
 (octobre 2015).
Si vous disposez d'ouvrages ou d'articles de référence ou si vous connaissez des sites web de qualité traitant du thème abordé ici, merci de compléter l'article en donnant les références utiles à sa vérifiabilité et en les liant à la section « Notes et références ».
Michael Robert Milken, né le 4 juillet 1946, à Encino (Los Angeles) en Californie, est un banquier et homme d'affaires américain devenu célèbre au moment de la crise des Savings and loan, ou crise des caisses d'épargne américaines.

## Carrière
Milken a marqué son époque dans le domaine financier. En effet, il travailla durant les années 1970 et 1980 dans une banque d'affaires américaine, la Drexel Burnham Lambert, qui n'existe plus aujourd'hui à la suite de son dépôt de bilan.
Spécialisé dans le domaine des fusions-acquisitions, Milken inventa en quelque sorte un instrument financier particulier connu aujourd'hui sous le nom de junk bonds ou obligations pourries. Cette innovation financière partait d'une analyse à propos des capacités d'endettement des moyennes entreprises à la fin de 1970.
En effet, il était admis qu'une petite ou moyenne entreprise était plus souvent dans l'incapacité de payer, rembourser ses dettes – principalement sous forme d'obligations – que les grandes firmes qui, elles, étaient jugées comme étant en bonne santé.
Le pari de Milken était donc de donner accès aux crédits à ces petites firmes pour qu'elles puissent se développer, mais à des taux d'intérêt bien plus élevés que la moyenne.
Communément, une obligation d'une grande firme offre 5 % à 8 % de rendement pour les créanciers ; les firmes qui avaient eu recours au crédit de Milken par l'intermédiaire de la banque Drexel offraient jusqu'à 20 %[réf. nécessaire].
Le marché des junk bonds connut un succès rapide, créant une forte demande auprès des entreprises, même si les taux qu'elles devaient payer étaient trop élevés.
Mais bien vite, ces obligations à haut rendement furent utilisées pour lancer des offres publiques d'achat hostiles sur des firmes aux résultats stagnants. Le trader empruntait de l'argent grâce aux junk bonds, rachetait l'entreprise-cible qui était donc payée très cher puis, pour rembourser son crédit, démantelait la firme rachetée et ne gardait que les actifs les plus intéressants.
Cette période fit la fortune de la Drexel et de ses banquiers. C'était l'ère de ces fameux golden boys comme R. Perelman, Carl Icahn ou T. Boone Pickens, qui rachetaient tout ce qu'ils voulaient, les délits d'initiés étant évidemment fréquents durant cette période excessive. 
Les achats à effet de levier, financés par le banquier Milken et sa banque Drexel restèrent dans les mémoires du monde financier comme les plus agressifs, les plus rapides et surtout les plus rentables[réf. nécessaire].

## Fraudes
Une enquête pour délit d'initié amena à sa mise en examen pour 98 chefs d'inculpation de fraude en 1989. Après un accord, Michael Milken fut condamné à dix ans de prison, mais en fit moins de deux. Il entreprit ensuite une campagne de relations publiques pour mettre en avant son rôle d'innovateur dans la finance, et fit des dons caritatifs.
Avec une fortune nette estimée à environ 2,1 milliards de dollars en 2007, il est classé par Forbes comme la 458e plus riche personne du monde.

## Cinéma
La saga de Michael Milken a inspiré le film Wall Street, réalisé par Oliver Stone en 1987.